# Смекалова, Тамара Николаевна
Тамара Николаевна Смекалова (девичья фамилия — Онипко; 1956—2020) — советский и российский ботаник, исследователь в области систематики культурных растений и изучения разнообразия их диких родичей, кандидат биологических наук.

## Биография
В 1975 году поступила в Ленинградский государственный университет имени А. А. Жданова на биолого-почвенный факультет. Специализацию проходила на кафедре ботаники, а дипломную работу подготовила под руководством Е. В. Барановой (1936—2016) по теме «Флора Пестовского района Новгородской области».
В 1982 году по распределению была направлена во Всесоюзный научно-исследовательский институт растениеводства имени Н. И. Вавилова (ВИР). В институте она закончила аспирантуру (1984—1986) под руководством доктора биологических наук М. Г. Агаева (1927—2006) по специальности ботаника.
В 1997 году успешно защитила кандидатскую диссертацию по теме «Важнейшие виды чины (Lathyrus L.) секции Cicercula (Medik.) Gren. et Godr: систематика, география, экология, изменчивость».
С 1982 года прошла путь от старшего лаборанта отдела зерновых бобовых культур до ведущего научного сотрудника, заведующего отделом агроботаники и in situ сохранения генетических ресурсов растений ВИР.
В 2000 году становится руководителем группы систематики и гербария в составе отдела интродукции, систематики и агрометеорологии. В 2002 группа систематики и гербария была трансформирована в самостоятельный отдел агроботаники и in situ сохранения генетических ресурсов растений, фундаментом которого является Гербарий культурных растений мира, их диких родичей и сорных растений (Гербарий ВИР, WIR).
С 1987 года являлась действительным членом Русского ботанического общества, где была председателем секции культурных растений. На протяжении многих лет она была членом редколлегии научных журналов: «Растительные ресурсы России» (БИН РАН), «Труды по прикладной ботанике, генетике, селекции» (ВИР); заместителем главного редактора журнала «Vavilovia».

## Избранные труды
Автор и соавтор более 170 научных работ.
- Смекалова Т. Н. Подрод Cicercula (Medik.) Czefr. в системе рода Lathyrus L. // Труды по прикладной ботанике, генетике и селекции. — 2001. — Т. 154. — С. 150—162.
- Смекалова Т. Н. Дикорастущие родичи культурных растений в заповедниках России / Ю. Д. Нухимовская, Т. Н. Смекалова, И. Г. Чухина. — М. ; СПб. : Гриф и К, 2005. — 85 с.
- Смекалова Т. Н. Каталог мировой коллекции ВИР. Выпуск 766. Дикие родичи культурных растений России / Т. Н. Смекалова, И. Г. Чухина. — СПб. : ВИР, 2005. — 54 с.
- Смекалова Т. Н. Систематика культурных растений в связи с проблемами сохранения, изучения и использования генетических ресурсов растений // Труды по прикладной ботанике, генетике и селекции. — 2007. — Т. 164. — С. 50—62.
- Смекалова Т. Н. Современные теории, методики и модели сохранения генетических ресурсов растений // Современные методы и международный опыт сохранения генофонда дикорастущих растений (на примере диких плодовых). — Алматы : Программа развития ООН в Казахстане, 2011. — С. 41—61. — 200 с.
- Смекалова Т. Н. Стратегия сохранения генетических ресурсов растений (на примере России и Казахстана) // Современные методы и международный опыт сохранения генофонда дикорастущих растений (на примере диких плодовых). — Алматы : Программа развития ООН в Казахстане, 2011. — С. 62—72. — 200 с.